# Dmitri Redkovich
Dmitri Pavlovich Redkovich (tiếng Nga: Дмитрий Павлович Редькович; sinh ngày 15 tháng 1 năm 1998) là một cầu thủ bóng đá người Nga thi đấu cho FC Chertanovo Moskva.

## Sự nghiệp câu lạc bộ
Anh có màn ra mắt tại Giải bóng đá chuyên nghiệp quốc gia Nga cho FC Chertanovo Moskva vào ngày 20 tháng 7 năm 2016 trong trận đấu với F.K. Torpedo Moskva.